# La Aventura de la Historia
La Aventura de la Historia es una publicación española mensual de divulgación de Historia y Arqueología. Su primer número apareció en noviembre de 1998. La empresa editora es Art Duomo Global, que también edita la revista Descubrir el Arte.
Según la OJD, La Aventura de la Historia tuvo una difusión de 54.538 ejemplares mensuales.

## Características
La revista ha seguido desde su inicio tres líneas principales para tratar de diferenciarse del resto de publicaciones del mismo campo existentes hasta entonces en el mercado:
- Utilización del color en todas su páginas.
- Tratar de ser una revista de divulgación para llegar al gran público.
- Abordar los temas en profundidad, para lo cual los artículos son redactados principalmente por expertos en el tema como catedráticos o académicos, pero ocasionalmente también escriben periodistas sobre temas varios.

Asimismo una de sus líneas editoriales, comenzando por el número 1, es la reivindicación de España como una nación y los peligros de querer separarla.
Cada ejemplar se imprime en un formato de página cercano al A-4 y cuenta con un dossier (formado por tres o cuatro artículos sobre el mismo tema) y otros artículos de más extensión. Generalmente reservan uno de los artículos a España, otro a algún tema europeo y los demás trabajos se dedican al mundo, soliendo tocar en cada número las épocas Antigua, Medieval, Moderna y Contemporánea.
Además cuenta con secciones más o menos fijas como una inicial de noticias, «Armas», «Cine con historia», publicaciones comentadas de reciente aparición, «En la Red» o «La receta de La Aventura de la Historia».

## Relevancia
Su relevancia dentro de las revistas del mismo género puede medirse utilizando como criterios su cita en otros medios de comunicación, la asistencia de personalidades a los actos de celebración del número 100 de la revista o su uso en actividades académicas.

### Aparición en los medios de comunicación
En noviembre de 2002 apareció publicado el artículo «La fabricación de un Imperio del Mal», por Richard Gott sobre la preparación de la opinión pública estadounidenses para posibilitar la entrada en guerra contra España. Este artículo fue comentado en varios medios de comunicación, entre ellos el programa de debate y tertulia de la cadena Tele 5, como un trabajo que delataba paralelismos entre de lo que se creía en aquel tiempo que se preparaba en la Casa Blanca (la Invasión de Irak) con la situación y la actitud mantenida por Estados Unidos.
El escrito fue posteriormente confirmado como premonitorio de los acontecimientos.

### Asistencia de personalidades
A los actos de celebración del número 100 acudieron distintas personalidades entre las que pueden citarse a:
- El presidente del gobierno español José Luis Rodríguez Zapatero.
- El director de la Real Academia de la Historia Gonzalo Anes.[3]